# RESISTANCE (TM NETWORKの曲)
「RESISTANCE」（レジスタンス）は、TM NETWORKの12枚目のシングル。1988年1月1日に発売された。

## 背景
1987年11月11日にリリースされた5枚目のアルバム『humansystem』からのシングルカットとして発売された。
表題曲は、TBS系テレビドラマ『痛快!ロックンロール通り』主題歌に起用された。
先行シングルを「KISS YOU」と「RESISTANCE」とで争った結果、「KISS YOU」を先行シングルとしてリリースしたため、本楽曲のシングル化は後になった経緯がある。

## 制作
元々アルバム『Self Control』用にバラードとして作られた曲で歌入れまで終わっていたが、雰囲気に合わずアウト・テイクになり、プロデューサーの小坂洋二と、メンバー宇都宮・木根のアイデアでアップテンポナンバーに作り替えられた経緯がある。そのためかアルバム『DRESS』収録ヴァージョンでは当シングル盤と異なる荘厳なアレンジになっており、1992年の小室のセルフカバーアルバム『Hit Factory』では歌詞を書き直した上で、本来小室が構想していたバラードとして収録される。
当初、作詞の小室みつ子は詞のサビ終わりを「走り続ける」でなく「歩き続ける」と書いたが、宇都宮に「TMは歩いてるのではなく、走ってるんだから」と言われ「走り続ける」に改変した経緯がある。1994年に、小室みつ子も「RESISTANCE」をセルフカバーした。
「『Come on Let's Dance』と共に青山純さんのドラムが凄く大きい」と小室は語っている。

## リリース
1988年1月1日に、EPIC・ソニーから7インチレコードとして発売された。
同年2月26日に、8cmCDが発売された。CBS・ソニーグループ（当時）の8cmシングルCDとして第1回リリース作品の1枚にあたる。

## 評価
レコーディングの際に小室が「自分でも『洋楽らしくない』と思っているけど、日本の音楽を思わせる所はあるか?」とミック・グゾウスキーに質問したら、ミックは「全くない。音楽的な抵抗がない」と称賛した。

## 収録曲
| 全作詞: 小室みつ子、全編曲: 小室哲哉。 |                       |            |          |      |
| #                                      | タイトル              | 作詞       | 作曲     | 時間 |
| 1.                                     | 「RESISTANCE」        | 小室みつ子 | 小室哲哉 | 4:53 |
| 2.                                     | 「COME BACK TO ASIA」 | 小室みつ子 | 木根尚登 | 4:17 |
| 合計時間:                              | 合計時間:             | 合計時間:  | 9:10     |      |

## 収録アルバム
RESISTANCE
- humansystem
- DRESS (リミックスバージョン)
- TMN COLOSSEUM II (ライブバージョン)
- TIME CAPSULE all the singles
- THE LEGEND TM NETWORK
- Welcome to the FANKS!
- TM NETWORK THE SINGLES 1
- TM NETWORK SUPER BEST
- TM NETWORK ORIGINAL SINGLES 1984-1999
- TM NETWORK ORIGINAL SINGLE BACK TRACKS 1984-1999 (オリジナル・カラオケ)
- Gift from Fanks M
- How Do You Crash It? (「TK Remix」基調のライヴバージョン)
- DEVOTION (TK Remix)

COME BACK TO ASIA
- humansystem
- TM NETWORK ORIGINAL SINGLES 1984-1999
- TM NETWORK ORIGINAL SINGLE BACK TRACKS 1984-1999 (Instrumental)
- 40th FANKS intelligence Days 〜STAND 3 FINAL〜 (ライヴバージョン)